# João I, Conde de Hainaut
João de Avesnes (1 de maio de 1218 – 24 de dezembro de 1257) foi o conde de Hainaut de 1246 até sua morte.

## Vida
Nascido em Houffalize, era o filho mais velho de Margarida II da Flandres por seu primeiro marido, Bucardo IV de Avesnes. Como o casamento de Margarida e Bucardo foi dissolvido papalmente, ele foi considerado ilegítimo.
Sua mãe se casou novamente com Guilherme II de Dampierre e teve mais filhos que poderiam reivindicar sua herança. Assim, João e seu irmão Balduíno comprometeram-se a receber o reconhecimento imperial de sua legitimidade e a fizeram ao imperador Frederico II em março de 1243. Em 5 de dezembro de 1244, Margarida herdou Flandres e Hainaut e designou seu filho mais velho por seu segundo marido, Guilherme III de Dampierre, como seu herdeiro. Imediatamente uma guerra, chamada Guerra de Sucessão da Flandres e Hainault, foi desencadeada pelos direitos de herança, colocando João contra Guilherme.
Após dois anos de luta, em 1246, Luís IX da França interveio para resolver o conflito. Ele concedeu Hainaut a João e Flandres a Guilherme. No entanto, Margarida recusou-se a entregar Hainaut ao filho ilegítimo. Em 6 de junho de 1251, Guilherme de Flandres foi assassinado e foi provado que a família Avesnes havia financiado o crime. Em 4 de julho de 1253, João derrotou os exércitos de sua mãe e seu segundo filho de Dampierre, Guido, na Batalha de West-Capelle. Guido foi preso e Margarida concordou em vender seus direitos de Hainaut para Carlos de Anjou se ele o reconquistasse de João. O cunhado do ilegítimo, Guilherme II, Conde da Holanda, que havia sido eleito rei alemão ("Rei dos Romanos"), foi convencido a conceder Hainaut e aquelas terras flamengas dentro do Império a João. O conde de Anjou foi derrotado e o rei Luís, retornando da Sétima Cruzada, ordenou que seu irmão cumprisse sua arbitragem de 1246. Em 22 de novembro de 1257, Guido finalmente renunciou a Hainaut, mas João morreu na véspera de Natal em Valenciennes.

## Descendência
Casou-se com Adelaide da Holanda em 1246, e juntos tiveram os seguintes filhos:
- João II, Conde de Hainaut e da Holanda (1247–1304)[3]
- Balduíno de Hainaut (nascido depois de 1247)
- Joana, abadessa de Flines (morta em 1304)
- Bucardo, Bispo de Métis (1251–1296)
- Guido de Avesnes, Bispo de Utrecht (1253–1317)
- Guilherme, Bispo de Cambrai (1254–1296)
- Florent de Hainaut